# Aston Martin DB7 Zagato
Aston Martin DB7 Zagato – samochód sportowy klasy średniej produkowany przez brytyjską markę Aston Martin w latach 2002 – 2003. 

## Historia i opis modelu

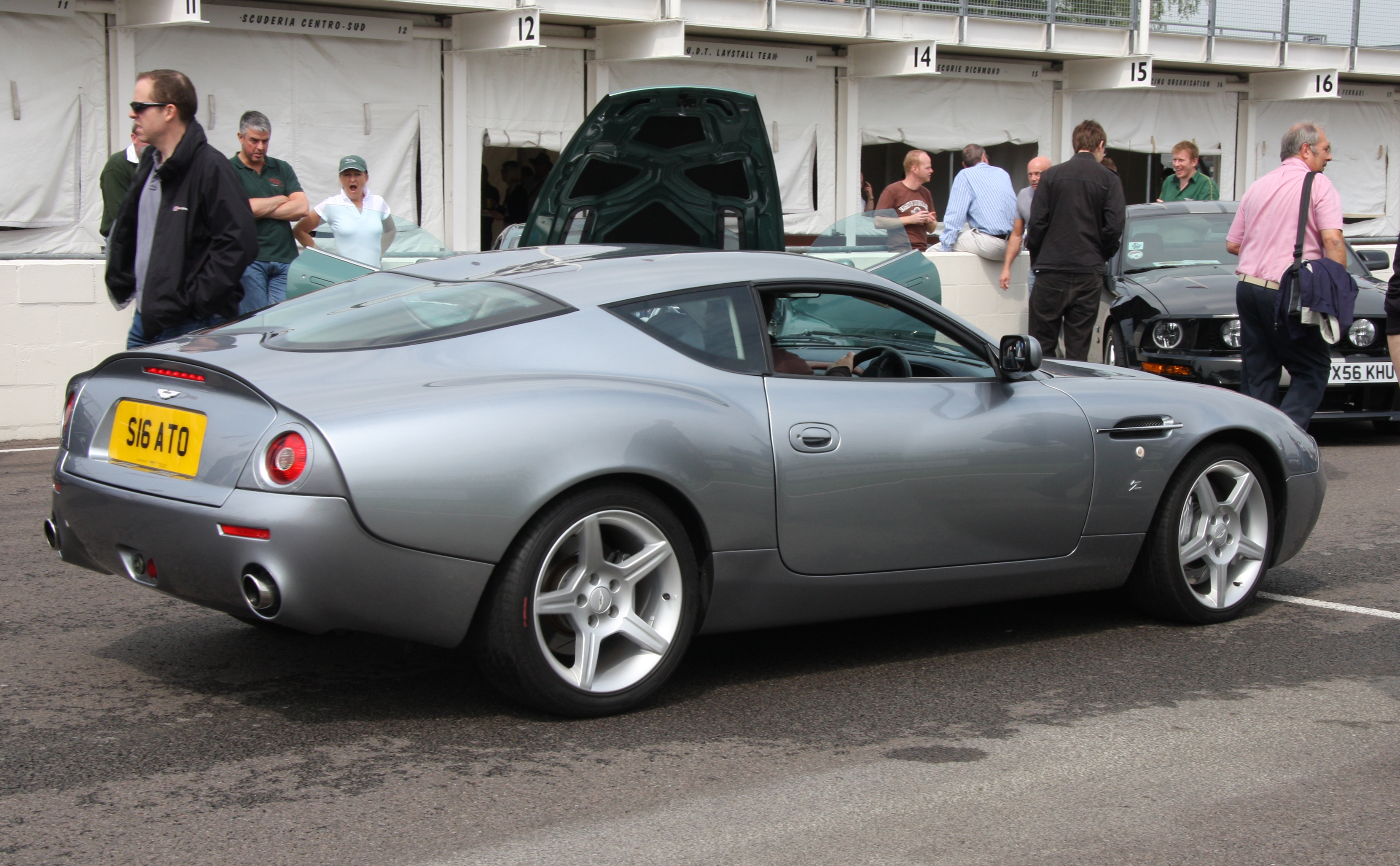
Aston Martin DB7 Zagato - tył

Dostępny jako 2-drzwiowe coupé lub 2-drzwiowy kabriolet. Następca modelu V8 Zagato. Do napędu użyto silnika V12 o pojemności 5,9 litra. Moc przenoszona była na tylną oś poprzez 6-biegową manualną skrzynię biegów. Został zastąpiony przez model DB AR1. Powstało 99 egzemplarzy DB7 Zagato.

### Silnik
- V12 5,9 l (5935 cm³), 4 zawory na cylinder, DOHC
- Średnica × skok tłoka: 89,00 mm × 79,50 mm

### Osiągi
- Prędkość maksymalna: 298 km/h